# دفتر اسناد رسمی (ایران)
دفتر اسناد رسمی (یا دفترخانه یا محضر) یک نهاد مدنی برای تنظیم حرفه‌ای عقود و قراردادها و ثبت رسمی اسناد در ایران است. هرچند این نهاد وابسته به قوه قضائیه ایران است ولی بدون وابستگی مالی به حاکمیت سیاسی اداره می‌شود. دفتر اسناد رسمی به عنوان یک مرکز حقوقی و مدنی رابط حاکمیت و شهروندان است، مهم‌ترین کار این نهاد تأمین و تضمین امنیت حقوقی و اقتصادی جامعه است. این نهاد دارای مسئولیتی مستقل از دولت و قوای حاکم است و با تنظیم دقیق اسناد در جلوگیری از وقوع نزاع‌ها و کاهش مراجعات مردم به محاکم دادگستری نقش دارند. کمک به تأمین بهداشت حقوقی جامعه، از طریق تثبیت مالکیت شهروندان بر اموال و دارائی‌های خود و رسمیت بخشیدن به عقود و تعهدات و وصول برخی درآمدهای دولت از کارهای این نهاد است.
از ابتدای تأسیس سازمان ثبت اسناد و املاک کشور و در نظام و ساختار سنتی و قدیمی اداری و مدیریتی آن، بخشی از وظایف اجرایی بر عهده نهادهای تخصصی مدنی یعنی دفاتر اسناد رسمی و دفاتر ازدواج و طلاق محول شده است. دفاتر اسناد رسمی بخشی از عرضه خدمات ثبتی و تنظیم و ثبت اسناد رسمی را بر عهده داشته که ملتزم به داشتن مدرک دکترا می‌باشد و ضمناً کار مشاوره رایگان و خدمات معاضدت قضایی جامعه را نیز انجام می‌دهند، با شکل‌گیری نظام اداری نوین، اولین برون‌سپاری امر دولتی در تاریخ ایران، کار ثبت اسناد بود که به بخش خصوصی واگذار شد. بنظر می‌رسد هدف بنیانگذاران از تشکیل محاضر رسمی، جانشین شدن اسناد رسمی بر احکام قطعی دادگاه‌ها بود. واگذاری بخشی از امور حاکمیتی شامل ثبت نقل و انتقالات و تعهدات توسط قوه قضائیه به بخش خصوصی متخصص، علاوه بر بالا بردن دقت در تنظیم اسناد و سلب مسئولیت حاکمیت در این زمینه، قسمت مهمی از شکایات علیه حکومت یا کارگزاران حکومتی و جبران خسارات ناشی از اشتباه در تنظیم اسناد را به سمت گروهی از خود مردم یعنی سردفتران اسناد رسمی هدایت نموده است.
تنظیم روابط بین افراد از جمله حقوق اساسی افراد یک ملت است. دفترخانه‌ها ارتباط تنگاتنگی با حقوق خصوصی اشخاص دارند. عمده فعالیت درون یک دفترخانه مبتنی بر اصول حاکم بر قراردادها و تعهدات می‌باشد.
درخواست و تنظیم و ثبت سند یک حق عمومی است که آحاد جامعه می‌توانند و حق دارند از داشتن یک سند رسمی برخوردار شوند.
بنظر می‌رسد، هدف از تأسیس دفاتر اسناد رسمی تنسیق و تنظیم روابط مالی مردم و رعایت حقوق قانونی آنان در قراردادهای خصوصی و بهره‌مندی آنان از مزایای قانونی معاملات سالم و حفظ مواردی از قبیل حق بهره‌مندی از مالکیت خصوصی باشد. نحوه تنظیم روابط حقوقی میان اشخاص از مهم‌ترین دغدغه‌های این فعالیت است.
این دفاتر در اثبات مالکیت خصوصی و بلاتخدیش افراد در مقابل دست گزنده دولتهای جائر احتمالی نقش داشته‌اند. وجود سند رسمی در ید مالک، بمعنی یقین در مالکیت وی بوده و در صورت تعدی دولت، آن ظلم آن به صورت ظلمی مضاعف جلوه می‌کند.

## صلاحیت
صلاحیت دفاتر اسناد رسمی ۲ نوع است: صلاحیت ذاتی و صلاحیت محلی.

### صلاحیت ذاتی
تنظیم رسمی اسناد و انواع معاملات در صلاحیت ذاتی دفاتر اسناد رسمی است. این دفاتر وفق قانون دفاتر اسناد رسمی مصوب خرداد ۱۳۱۶ توسط قانونگذار تأسیس شدند.
معاملاتی که ثبت آنها توسط حاکمیت اجباری باشد، الزاماً در دفاتر اسناد رسمی ثبت می‌شوند. ثبت اسناد دو نوع است: ثبت اجباری و ثبت اختیاری. اصل در ثبت اسناد، اختیاری بودن است. ولی در عمل اغلب مراجعان بخاطر الزام قانون به ثبت اجباری به این دفاتر مراجعه می‌کنند. به‌هرحال اسناد به‌صورت اختیاری هم در دفتر اسناد رسمی قابل تنظیم است.

### صلاحیت محلی
در صورتی که محل تنظیم سند خارج از دفترخانه باشد که این محل می‌تواند شامل صلاحیت محلی تنظیم سند یعنی حوزه ثبتی محل مأموریت سردفتر و نیز محل استقرار سردفتر باشد، سند مذکور از حیث رسمیت محل نزاع است.

## استقلال دفاتر اسناد رسمی
هر چند در ایران به ظاهر، سردفتری اسناد رسمی یا دفتریاری از مشاغل آزاد به‌شمار می‌آید. قوانین ایران سردفتر را مکلف به تنظیم تمامی اسناد مراجعه کنندگان می‌نماید. در ایران شخصیت حقوقی دفترخانه، شخصیت مستقلی نیست و دفترخانه از استقلال حقوقی برخوردار نیست. ماده ۳۰ قانون دفاتر اسناد رسمی ایران سردفتر را مکلف به تنظیم تمامی اسناد مراجعه کنندگان می‌نماید در صورتی که بدیهی است سردفتر نباید هر سندی تنظیم کند مگر اینکه قدرت استدلال و دفاع از آن سند تنظیمی را در خود قبل از تنظیم سند دیده و سنجیده باشد که بعداً بتواند از خود دفاع کند. در حقوق فرانسه دفترخانه‌ها وظایف خود را با استقلال و در محدوده حرفه‌های آزاد به انجام می‌رسانند.

## پیشینه
محاضر شرع نهادهایی حقوقی و دینی بودند که پیش از مشروطیت و تا اندکی پس از آن به تنظیم روابط حقوقی عامه مردم می‌پرداختند. محضرداری در ایران دارای جایگاهی فقهی است. هرچند طبق قاعده «إنّما یحلّل الکلام و یحرّم الکلام» اهمیت کتابت مورد چالش قرار گرفته و طبق این روایت، فقط کلام موجب تحلیل و تحریم است و تا کلامی نباشد بیع، نقل و انتقال، تحلیل یا تحریمی صورت نمی‌پذیرد؛ ولی این در حالی که است که در نص آیات قرآن بر کتابت تأکید فراوان شده است. بر اساس ادله فقه اسلامی و به ویژه فقه شیعه، کتابت حجیت داشته و آیه ۲۸۲ سوره بقره موسوم آیه تداین به صراحت اشاره به شغل محضرداری دارد.
مطالعه این نهاد برای شناخت ارتباطات حقوقی و روابط اقتصادی در جامعه ایرانی قبل از مشروطه و چگونگی ظهور نهادهای نوین حقوقی و سیاسی و پیچیدگی ساختار قدرت در جوامع سنتی همچون ایران دارای اهمیت است.
در قبل از مشروطیت در هر شهر و قصبه‌ای به نسبت جمعیت و اهمیت اجتماعی یک یا چند محضر کوچک و بزرگ برای ثبت و تصدیق معاملات غیرمنقول و نکاح و طلاق و غیره تشکیل می‌شد. هر محضر توسط یک مجتهد مسلم و معروف اداره می‌شد و او چند روحانی درس خوانده و ملا شده را به عنوان معاون و دستیار برمی‌گزید و سند معاملات معمولاً به وسیلهٔ معاونین و بخط آن‌ها و گاهی با مهر و امضای آن‌ها تنظیم می‌شد، ولی تسجیل معاملات مهم محتاج به مداخله و توجه و تصمیم نهایی و امضای مجتهد بزرگ بود.
محاضر جدای از حاکمیت بودند و اختیارات و صلاحیتهای آنها، از حکم پادشاه نشئت نمی‌گرفت. صاحبان محضر علماء و مجتهدینی بودند که تخصص و مرجعیتشان محل تردید نبود و هویت دینی و شخصیت اجتماعی آن‌ها به نوشته‌هایشان اعتبار می‌بخشید. آن‌ها به‌واسطه ریشه‌هایی که در فرهنگ سنتی و دینی ایران داشتند، قدرت و اعتبار خود را بر حکومت و نهادهای ناشی از قدرت عمومی تحمیل می‌کردند. در عین حال در تعاملی مثبت و فعال با حاکمیت قرار داشته و در کنار حاکمان ایفای نقش می‌نمودند.
با تصویب قانون محاضر شرعیه و حکام صلحیه که چند سال پس از تصویب قانون اساسی مشروطه، به تصویب رسید، هر محضر عبارت بود از یک‌نفر مجتهد جامع‌الشرایط که حاکم محضر نامیده می‌شد به همراه دو نفر معاون قریب الاجتهاد.
جریان نوسازی سیاسی در ایران با جدیت به‌دنبال تفکیک نهاد قدرت از نهاد مذهب بود، ولی تا زمان ورود قشر تحصیلکرده، تصدی بسیاری از پست‌ها و کرسی‌ها به ویژه در نهادهای قضایی و قانونگذاری همچنان در انحصار مجتهدان ولو در لباس جدید باقی ماند.
با تصویب قانون ۱۳۰۲ و ایجاد «اداره ثبت اسناد» دولت به صورتی رسمی در مقام تحقیر روحانیان و سلب اعتماد مردم از بعضی از آنان و بی‌اعتبار جلوه‌دادن اسناد تسجیل شده از طرف آنان برآمد؛ در این فاصله اسناد در ادارهٔ ثبت اسناد و املاک و نزد کارمندان رسمی دولت تنظیم می‌شدند. این کارمندان، همان منشی‌ها (محررین) و اعضای اداری محاکم و محاضر سابق بودند که امرار معاش آن‌ها مختل شده بود و حاضر به همکاری با دولت شده بودند ولی هیچ‌یک از حکام و صاحبان محاضر راضی به همکاری با دولت نشدند و از همکاری نزدیکان و محرران کارآزموده خود با «دولت» ممانعت بعمل می‌آوردند.
با تصویب قانون ۱۳۱۰ که با الهام از قوانین مربوط به شغل سردفتری در فرانسه و بلژیک (Notariat) تنظیم شده بود، دوباره «محاضر» تحت عنوان «دفتر رسمی» ولی به صورتی منظم و مبتنی بر قوانین و مقررات، رسمیت یافتند و «محاضر رسمی» جانشین «محاضر شرعی» گردیدند؛ و بسیاری از «مجتهدین جامع‌الشرایط» که با تصویب قانون پیشین از تنظیم و تسجیل اسناد محروم شده بودند، دوباره به نام «صاحب دفتر» به کار سابق خود بازگشتند. هرچند دیگر وجهه روحانی خود را ازدست داده بودند و دیگر جزو «علمای روحانی» محسوب نگشتند. طبق قانون جدید رسمیت دادن دفتر منوط به: «تعهد رسمی صاحب دفتر به تبعیت از قوانین و نظامات وزارت عدلیه» شده بود (ماده ۸۳) مرحوم داور اصرار داشت تصدی «محاضر رسمی» را به مجتهدین و روحانیون درجه یک هر شهر بسپارد ولی علمای درجه یک به دلیل اینکه مجتهد بودند، رعایت قوانین حکومتی و پذیرش دستورهای «وزارت عدلیه اعظم» یا «اداره ثبت اسناد و املاک» را شرعاً برای خود جایز نمی‌دانستند. آن‌ها از ثبت معاملات ربوی و از ثبت معاملاتی که محظور و حرام شرعی در آن وجود داشت حذر داشتند. برخی از این روحانیون در اولین فرصت ممکن از این سمت شانه خالی کردند و «محضر» را به پسران و آقازادگان خود واگذار نمودند.
در دوران حکومت پهلوی دوم دفاتر اسناد رسمی مجری اوامر محمدرضا پهلوی در اجرای اصول انقلاب شاه و مردم بودند و اسناد کشاورزان در اجرای اصلاحات ارضی در ایران در این دفاتر نوشته و امضا می‌شد.

## تشکیلات
طبق ماده ۸۲ قانون مصوب ۱۳۱۰ هر دفتر اسناد رسمی مرکب است از یک‌نفر «صاحب دفتر» و لااقل یک‌نفر «نمایندهٔ ادارهٔ ثبت‌اسناد» (ماده ۸۲).
سردفتراداره امور دفترخانه بعهده شخصی است که بنا به پیشنهاد سازمان ثبت اسناد و املاک کشور با جلب نظر مشورتی کانون سردفتران و دفتریاران تعیین شده و سردفتر نامیده می‌شود. ماده ۲۱ قانون دفاتر اسناد رسمی تأکید می‌کند که همه «مسئولیت‌های دفترخانه بر عهده سردفتر است»
دفتریاردفتریار سمت معاونت دفترخانه و نمایندگی سازمان ثبت را دارا می‌باشد. طبق ماده ۳ قانون دفاتر اسناد رسمی هر دفترخانه علاوه بر یک دفتریار می‌تواند یک دفتریار دوم هم داشته باشد. بر اساس ماده ۱۸ قانون مذکور یک دفترخانه می‌تواند دفتریار نداشته باشد. دفتریار بنوعی «سردفتر علی‌البدل» یا «کارآموز سردفتری» محسوب می‌شود و افراد ممکن است بعد از سه یا هفت سال سابقه دفتریاری، سردفتر شوند. دفتریار برابر مقررات قانون دفاتر اسناد رسمی و با پیشنهاد سردفتر منصوب می‌شود. سردفتر حق اخراج وی را ندارد. دفتریار، شریک درآمد دفترخانه است. دفتریار فقط در درآمد شریک است و در کار و مسئولیت و هزینه‌ها و ضررها هیچ شراکتی ندارد. سردفتر حق تقاضای هیچ کاری از دفتریار ندارد. و امضای دفتریار در اعتباربخشی به اسناد رسمی تأثیری ندارد.
سندنویسسندنویسان همان «محررین» هستند و این شغل یکی از مهم‌ترین سمتها در یک دفترخانه است.
دفترنویسدفترنویس یا «ثبّات» کارکنانی بودند که متن اسنادی که متون اسناد تنظیمی را در دفتر سردفتر ثبت می‌کردند و این دفاتر به امضای متعهدین و سردفتر و دفتریار می‌رسید. از سال‌های ۱۳۹۲ تا سال ۱۳۹۵ و سال‌های پس از آن با راه اندازی سامانه ثبت الکترونیک اسناد به تدریج این سمت از تشکیلات دفاتر اسناد رسمی حذف گردید.

## وظایف
- تنظیم و رسمیت بخشیدن به عقود و قراردادها.[۲]
- تأیید و گواهی صحت امضاهای غیرمالی.
- وصول برخی از درآمدهای دولت مثل مالیات و….

وظایف دفتر اسناد رسمی طبق مواد ۴۹ قانون ثبت مصوب ۱۳۱۰ و ماده ۳۰ قانون دفاتر اسناد رسمی مصوب ۱۳۵۴ بیان شده است.

## مسئولیت‌ها
سه نوع مسئولیت برای دفاتر اسناد رسمی در ایران وجود دارد:
1. مسئولیت انتظامی و اداری ماده ۳۸ قانون دفاتر اسناد رسمی مجازات‌های انتظامی را برمی‌شمرد که ۵ درجه شامل ۱-توبیخ با درج در پرونده، ۲- جریمه‌های نقدی، ۳و۴- انواع انفصال موقت و ۵- انفصال دائم می‌باشد و طبق ماده ۲۹ آئین‌نامه‌های بند ۴ ماده ۶ و تبصره ۲ ماده ۶ و مواد ۱۴- ۱۷-۱۹-۲۰-۲۴-۲۸-۳۷ و ۵۳ قانون دفاتر اسناد رسمی و کانون سردفتران و دفتریاران مصوب ۲۷/۱۱/۶۰ موارد تخلفات و مجازات آن با تفصیل بیان گردیده است.
2. مسئولیت کیفری سردفتر علاوه بر مقررات عام مندرج در قانون مجازات اسلامی، مقررات خاصی نیز در مواد ۱۰۰ و۱۰۱ و۱۰۲و ۱۰۳ قانون ثبت پیش‌بینی گردیده است؛ و در صورتی که سردفتر عامداً یکی از جرم‌های مندرج در مواد مذکور را مرتکب شود جاعل در اسناد رسمی محسوب و بمجازاتی که برای جعل و تزویر اسناد رسمی مقرر است محکوم خواهد شد. نظر به اینکه قانون خاص مقدم به قانون عام است لذا در ابتدا بایستی قاضی، قانون خاص را اعمال نماید. قانون مجازات اسلامی در مواد ۵۲۳ الی ۵۴۲ به تعریف و مجازات جرم جعل می‌پردازد.
3. مسئولیت مدنی: هرگاه سندی به واسطه تقصیر یا غفلت مسئول دفتر از اعتبار افتاده باشد مسئول مذکور باید علاوه بر مجازات‌های مقرر، از عهده کلیه خسارات وارده نیز برآید.[۳۹] سردفتران و دفتریارانی که در انجام وظایف خود مرتکب تخلفاتی بشوند در مقابل متعاملین و اشخاص ذی‌نفع مسئول خواهند بود هرگاه سندی در اثر تقصیر یا تخلف آن‌ها از قوانین و مقررات مربوط بعضاً یا کلاً از اعتبار افتد و در نتیجه ضرری متوجه آن اشخاص شود علاوه بر مجازتهای مقرر باید از عهده خسارت وارد برآیند.[۴۰]
4. مسئولیت مدنی سردفتر به‌طور انحصاری منطبق با هیچ‌کدام از نظریه‌های تقصیر یا خطر یا تضمین حق و غیره نبوده و قواعد تسبیب و اتلاف را هم نمی‌توان به‌طور انحصاری از موجبات و مبانی آن تلقی نمود؛ بلکه مجموعه‌ای از عناصر هر یک را به همراه خود داشته و چون منشأ ایجاد آن «قانون» بوده دارای ترکیب و ماهیت ویژه‌ای است که با سایر وجوه مسئولیت مدنی متفاوت است.[۴۱] مسئولیت مدنی سردفتر نسبت به تمام ضررهای مادی و معنوی و در برابر تمامی اشخاص اعم از حقیقی یا حقوقی، عمومیت و شمول دارد. هیچ گونه تناسبی بین تعهدات و مسئولیت‌های سردفتر از یک طرف و حقوق و مزایای وی از طرف دیگر در قیاس با سایر مشاغل حرفه‌ای وجود ندارد.[۴۱] مسؤولیت مدنی سردفتر اسناد رسمی چیزی فراتر از مسؤولیتهای اداری اوست.[۴۲] در صورت بروز تقصیر یا حتی خطایی ساده و ورود خسارت، وی مجبور به جبران آن در حق اشخاص زیان دیده است و با توجه کثرت و پیچیدگی‌های تکالیف و وظایف سردفتران اسناد رسمی، بروز خطا گریزناپذیر است.[۴۲]

## نظارت بر دفاتر اسناد رسمی
دفاتر اسناد رسمی توسط سازمان بازرسی کل کشور، سازمان ثبت اسناد واملاک، اداره کل ثبت استان‌ها، وزارت امور اقتصادی و دارایی و بازرسی کانون سردفتران و دفتریاران (و در مواردی سازمان بازرسی کل کشور) به‌طور مرتب بازرسی می‌شوند؛ یعنی یکی از بیشترین نظارت‌ها در بین تمامی دستگاه‌ها بر این صنف اعمال می‌شود. در این رابطه برای جلوگیری از هرگونه مشکل و بروز تخلف، طرفین معامله می‌توانند انجام قانونی امور و رسید هزینه‌های مجاز و مصوب ثبت مورد معامله را از سردفتران طلب کنند.

## دفاتر اسناد رسمی و اعتماد مردم
دفاتر اسناد رسمی علی‌رغم رقابت صنفی که با یکدیگر دارند، در جلب اعتماد مردم تا حدودی موفق بوده‌اند. برخی از سردفتران دارای تحصیلات عالیه و عضو هیئت علمی دانشگاه‌های ایران بوده و تألیفات و مقالاتی نیز دارند. اعتمادی که حاکمیت ایران به دفاتر اسناد رسمی دارد، به دلیل نظارت دائمی سازمان ثبت و بازرسی‌های مکرر و همچنین عملکرد شفاف و قانونمند دفاتر و اعتماد مردم در طول سال‌های متمادی به این دفاتر بوده است. برخی از مردم تصور می‌کنند که در دفترخانه خیالشان از هر نظر راحت خواهد بود و حتی برای حل مسائلی که مربوط به دفاتر اسناد رسمی نیست، مثل مسائل خانوادگی، سردفتران را امین و مشاور خود می‌دانند.
آماری برای اینکه چه میزان از اختلافات مردم در دفاتر اسناد رسمی حل می‌شود وجود ندارد، زیرا سردفتر نه آن را ثبت می‌کند و نه حق‌الزحمه‌ای برای انجامش می‌گیرد. دشتی اردکانی معتقد است، به خاطر امانتداری دفاتر است که مردم به آن‌ها مراجعه می‌کنند. او مدعی است که هر دفترخانه در ایران در هر ماه حداقل یک اختلاف را حل می‌کند و نمی‌گذارد به محاکم قضایی برسد.
امنیت حقوقی در حوزه سند رسمی بر دو محور استوار است: ۱- حمایت‌های قانونی از اسناد رسمی و ۲- استحکام فنی و علمی اسناد رسمی. این حمایت‌ها در قوانین مختلفی از جمله قانون مدنی، قانون ثبت اسناد و املاک، قانون اجرای احکام مدنی به وضوح دیده می‌شوند.
به دلیل اعتمادی که نسبت به دفاتر اسناد رسمی وجود آمده است، گاهی مشاهده می‌شود که مردم در برخی از دفاتر اسناد رسمی و با درخواست خودشان، اسناد را نخوانده و حتی سفید و ننوشته، امضا می‌نمایند (البته با الکترونیک شدن فرایند تنظیم سند از شهریورماه سال ۱۳۹۲، این مورد یعنی امضای سند سفید و ننوشته، کاملاً منسوخ و غیرممکن شده است). به‌گفتهٔ محسنی‌اژه‌ای مردم تنها برای امضاء به محل دفترخانه مراجعه می‌کنند ولی باید آنقدر فرهنگ‌سازی شود که مردم تمامی اسناد خود را قبل از امضاء و تحویل بخوانند.

## آسیب‌های دفاتر اسناد رسمی

### ثبت معاملات ربوی
بنظر می‌رسد برخی از قراردادهای ربوی در نظام بانکداری در ایران، طبق عقود قانون قانون عملیات بانکی بدون ربا در دفترخانه ثبت می‌شوند.

### آسیب‌های اخلاقی
بنقل از احمد مهدوی دامغانی سردفتر بازنشسته و رئیس کانون سردفتران اسناد رسمی و استاد دانشگاه تهران و استاد دانشگاه هاروارد آمریکا از جمله آفت‌ها و آسیب‌های این شغل در درجه اول حرص، حرص مال و مال اندوزی می‌باشد. حرص حرص حرص. مال دوستی. زیاده طلبی. البته این موارد محصور به شغل سردفتری نیست و برای هر شغلی قابل تصور است.

## گزینش سردفتران
شرایط و نحوه گزینش سردفتران اسناد رسمی در قوانین حاکم در زمان حکومت دودمان پهلوی بگونه‌ای بود که برای تحصیلات دانشگاهی، تجربه کاری و خصوصاً برای تحصیلات حوزوی اعتبار قائل شده بودند. افرادی که می‌خواستند خود را کاندیدای شغل سردفتری نمایند باید دارای گواهی اجتهاد یا حداقل تحصیلات دانشگاهی یعنی مدرک لیسانس آن زمان در رشته حقوق قضایی را دارا باشند و در صورت دارا نبودن شرایط فوق باید سابقه سال‌ها معاونت در دفاتر اسناد رسمی را داشته باشند که این قوانین هنوز هم در حکومت فعلی ایران در حال اجرا می‌باشد.
در شرایطی که در اثر بازنشستگی یک سردفتر جانشین سردفتر دیگری می‌شود معمولاً سردفتر جایگزین با مشاوره و پیشنهاد سردفتر قدیمی که در شرف بازنشستگی است یا با پیشنهاد ورثه سردفتر متوفی پس از جلب نظر مشورتی کانون سردفتران و دفتریاران و موافقت قوه قضاییه نصب می‌شود.

## مراحل تنظیم سند در دفاتر اسناد رسمی
۱- احراز هویت. ۲- احراز اهلیت. ۳- احراز اصالت و اعتبار مستندات سند. ۴- احراز انجام مقررات قانونی و انجام مکاتبات لازم و اطمینان از عدم منع قانونی تنظیم سند. ۵- وصول حق‌التحریر، حق‌الثبت و سایر حقوق دولتی. ۶- تنظیم اوراق سند و تأیید آن توسط متعاملین. ۷- ثبت سند در دفتر سردفتر (البته با الکترونیک شدن فرایند تنظیم سند از شهریورماه سال ۱۳۹۲، این مورد منتفی شده است) و تصدیق مطابقت سند و ثبت دفتر توسط متعاملین. ۸- تأیید صحت ثبت و هویت متعاملین با امضای سردفتر ذیل ثبت دفتر و حاشیه سند. ۹-امضای دفتریار و مهر دفترخانه ذیل ثبت دفتر و در حاشیه سند.

## موانع موجود برای تنظیم اسناد رسمی
در کشور ایران موانع ایجادشده بر سر راه تنظیم سندرسمی موجب رویگردانی مردم از تنظیم اسناد رسمی شده است. این مشکلات زمینه‌ساز دعوی و باعث افزایش حضور مردم در محاکم و مراجع قضایی است.
برای تنظیم رسمی اسناد استعلامات متعددی نیاز است. به‌گفتهٔ موسی قربانی معاون قضایی دیوان عدالت اداری از جمله دلایلی که مانع مراجعه مردم برای تنظیم اسناد به صورت رسمی در دفترخانه‌ها می‌شود، این است که دولت اسناد رسمی را به عنوان وسیله‌ای برای وصول مطالبات خود قرار می‌دهد. یکی از مطالبی که به عنوان مانع در کتابت معاملات مردم مطرح هست تبدیل شدن سند رسمی برای دولت به «سر گردنه» است؛ یعنی به فردی که می‌خواهد سندش را منتقل کند می‌گویند برو از دارایی و ادارات دیگر برگه بگیر. در واقع دولت زورش نمی‌رسد مطالبات خود را وصول کند و سرگردنه را می‌گیرد. بنظر موسی قربانی دولت اسناد رسمی را به عنوان راهکاری برای جبران بی عرضگی دستگاه‌های دیگر قرار داده است.
مجلس شورای اسلامی در سال ۱۳۸۵ قانونی را تصویب کرده بود که اخذ استعلام‌های متعدد و غیرضروری را منتفی می‌ساخت.

## وجوهی که در دفاتر اسناد رسمی وصول می‌شود
حق‌التحریر طبق تعرفه مقرر وزارت دادگستری. (که هر چهار سال یک بار مورد بازبینی و در صورت لزوم به روز رسانی می‌شود).
- حق‌الثبت به مآخذ ماده ۱۲۳ قانون اصلاحی قانون ثبت. ۴۲ درصد از درآمد حق‌الثبتی که دفاتر اسناد برای سازمان ثبت وصول می‌کنند به موجب قانون متعلق به جمعیت هلال احمر و هشت درصد آن متعلق به شهرداری‌ها است.[۵۱]
- مالیات و حق تمبر برابر مقررات مالیاتی.
- سایر وجوهی که طبق قوانین وصول آن به عهده دفترخانه محول است.[۵۲]
- هزینه صدور سند الکترونیکی و مالیات بر ارزش افزوده[نیازمند منبع]

## تخلفات در دفاتر اسناد رسمی
از نظر قانونگذار فقط سردفتران و دفتریارانی که برخلاف قانون سندی را تنظیم و ثبت کنند متخلف محسوب می‌شوند و عدم رعایت بخشنامه‌ها و دستورالعمل‌ها در دفاتر اسناد رسمی تخلف محسوب نمی‌شود. مگر آنکه دفاتر اسناد رسمی را جزء کارمندان سازمان ثبت تلقی کنند. بخشنامه‌ها و دستورالعمل‌های اداری فقط در محیط‌های اداری بین روسا و مرئوسین قابل اجرا است.
مطابق ماده ۱۶ آیین‌نامه دفاتر اسناد رسمی مصوب ۱۳۱۷ مقرر شده که هیچ سندی را نمی‌توان، تنظیم و در دفاتر اسناد رسمی ثبت کرد مگر آنکه موافق مقررات و قانون باشد، بعد از تصویب این قانون سردفتران و دفتریارانی که برخلاف قانون سندی را تنظیم و ثبت می‌کردند متخلف محسوب می‌شدند. قانونگذار فقط تنظیم و ثبت اسناد برخلاف قانون و مقررات موضوعه را تخلف و مستوجب مجازات دانسته است ولی ماده ۲۹ آیین‌نامه دفاتر اسناد رسمی مصوب ۱۳۵۴ «تنظیم سند برخلاف بخشنامه‌ها و دستورالعمل‌ها» را به عنوان تخلفات انتظامی سردفتران و دفتریاران عنوان نموده است که مورد نظر قانونگذار نبوده است، قانون فقط تنظیم و ثبت اسناد برخلاف قانون و مقررات موضوعه را تخلف و مستوجب مجازات دانسته است ولی به گفته نورعلی مظاهری، وجود اینگونه موارد و مصادیق، دخالت در امور قانونگذاری محسوب می‌شود. تا آنجا که فراز ۱۱ بند ج آیین‌نامه مذکور «تمرد از اجرای دستورها صادره» مفهومی کلی و نامشخص است و دامنه بسیار وسیعی از اغراض مقامات را دربر می‌گیرد را تخلف محسوب نموده و خارج از حیطه وظایف و اختیارات قوه مجریه بوده است؛ مگر آنکه دفاتر اسناد رسمی را جزء کارمندان سازمان ثبت تلقی کنند والا بخشنامه‌ها و دستورالعمل‌های اداری فقط در محیط‌های اداری بین روسای ادارات و مرئوسین قابل اجرا است.
به‌گفتهٔ مهدی انجم شعاع معاون امور اسناد سابق سازمان ثبت اسناد و املاک کشور که در مورخ ۲۳/۱۱/۹۱ در گفتگو با ایرنا مطرح شد، آماری از حیث فراوانی تخلفات دفاتر در اختیار سازمان ثبت نمی‌باشد.
- تخلفات به ضرر مراجعان: شایع‌ترین تخلف در دفاتر اسناد رسمی اخذ حق‌التحریر اضافی از مشتریان می‌باشد.[۵۴]
- تخلفات به ضرر دولت: در حین تنظیم سند رسمی، سردفتر باید مدارکی را برای جلب موافقت از ادارات ذی‌ربط استعلام و از طرفین دریافت کند اگر این کار انجام نشود، تخلف رخ داده است. کوتاهی در وصول حقوق دولتی نظیر مالیات نقل و انتقال خودرو و حق‌الثبت نیز می‌تواند یکی از تخلفات احتمالی در دفاتر اسناد رسمی باشد.[۵۴]
- مفاسد مخل نظم معاملات: این‌گونه تخلفات علاوه بر اینکه ممکن است باعث ورود خسارت به طرفین معامله شود می‌تواند بهداشت حقوقی جامعه را نیز تهدید نماید. تخلفاتی مانند تنظیم سند بدون حضور اشخاصی که قانوناً باید هنگام تنظیم سند حضور داشته باشند، طبق ماده ۱۰۰ قانون ثبت، جعل در اسناد رسمی شناخته می‌شود که معمولاً برای آن‌ها مجازات کیفری نیز در نظر گرفته می‌شود.[۵۴]

## سقف درآمد دفاتر
سقف درآمد سالانه دفاتر اسناد رسمی در ایران محدود به مبلغ معینی است. از سال ۱۳۹۹ قوه قضاییه و سازمان ثبت اسناد و املاک ایران با صدور و اجرای بخشنامه موسوم به سقف حق‌التحریر، درآمد دفاتر اسناد رسمی را محدود به مبلغ معینی درسال نمود. این مبلغ در سامانه ثبت الکترونیک اسناد نشان داده می‌شود. سقفی که برای بسیاری از شهرهای کوچک بی‌معنی و بیهوده است و هیچ عدالتی را از باب درآمد به‌وجود نیاورده است.

## تقسیم اسناد مرتبط با سند انتقال املاک
یکی از پیشنهادهای مطرح شده جهت تداوم حیات دفاتر اسناد رسمی جدید التاسیس تقسیم اسناد مرتبط با املاک می‌باشد. باید دید نسبت به این موضوع سازمان ثبت اسناد و املاک چه تدبیری اتخاذ می‌کند ضمن اینکه این مسئله در ماده۳ قانون الزام به ثبت رسمی معاملات اموال غیرمنقول مصوب ۱۴۰۳/۰۳/۱۷ پیش‌بینی شده است.